# Kistanje
Kistanje falu és község Horvátországban Šibenik-Knin megyében.

## Fekvése
Knintől légvonalban 20, közúton 26 km-re délnyugatra, Dalmácia északi-középső részén, Bukovica területén, a Krka jobb partján fekszik.

## A község települései
Közigazgatásilag Biovičino Selo, Đevrske, Gošić, Ivoševci, Kakanj, Kolašac, Krnjeuve, Modrino Selo, Nunić, Parčić, Smrdelje, Varivode és Zečevo településk tartoznak hozzá.

## Története
Kistanje nevét 1408-ban egy latin nyelvű oklevélben említik először „Kyztane” alakban. A középkorban a Šubić grófok birtokai közé tartozott. 1537-ben felépült Szent Miklós tiszteletére szentelt katolikus plébániatemploma. A 16. század első felében török uralom alá került, mely alól a 17. század végén szabadult fel. 1636-ban 650 katolikus hívőt számláltak a településen. 1691 júniusában 40 pravoszláv vallású család települt ide mintegy 300 fővel, akik a török elől menekültek. 1805-ben egész Dalmáciával együtt az Első Francia Császárság része lett. 1815-ben a bécsi kongresszus újra Ausztriának adta, amely a Dalmát Királyság részeként Zárából igazgatta 1918-ig. Kistanje község 1854-ben alakult meg először, egy évvel később már postája is volt a településnek. 1856-ban a krkai monostor elöljárójának Makarij Vukadinovićnak a végrendeletére megalapították az első szerb és horvát nyelvű népiskolát. Első tanítója a drniši Gabro Grbović lett. 1875. április 17-én a települést Ferenc József császár is meglátogatta. A császárt és feleségét a Janković-házban szállásolták el. 1888-ban felépítették Szent Cirill és Metód tiszteletére szentelt szerb pravoszláv templomát. Ezzel egyidejűleg rendezték a templom előtti teret és kutat. A térre építették fel a császári látogatás emlékművét is. 1894-ben felépült a Szűz Mária katolikus plébániatemplom is, melyet a nép egyszerűen Lucának nevez. Ezzel egyidejűleg megalapították a katolikus plébániát. 1900-ban sz iskolát a Mandarić-házba költöztették. 1906-ba felépült a községháza. 1910-ben felavatták a lampionos a közvilágítást, 1912-ben pedig vízvezetéket is kapott a település. A településnek 1857-ben 1333, 1910-ben 2078 lakosa volt. Az első világháború után előbb a Szerb-Horvát-Szlovén Királyság, majd Jugoszlávia része lett. 1926-ban megalakult a kerékpáros egyesület. 1929. július 8-án I. Sándor jugoszláv király tett látogatást a településen. 1930-ban gázlámpás közvilágítást avattak. 1933 és 1937 között felépült az iskola új épülete. 1934-ben megalakult a helyi „Bukovica” labdarúgóklub. 1941. április 13-án olasz csapatok szállták meg a települést. 1942 januárjában megalakult a bukovicai partizánegység és megkezdte a megszállók elleni harcot. 1943-ban az olasz kapituláció után szabadult fel a település. 1949-ben bevezették az elektromos áramot. 1962-ben felavatták a KISTAL alumínium üzemet. 1962-ben Kninből befutott az első vonat a helyi vasútállomásra. 1965-ben felavatták a helyi egészségházat. 1968-ban felépítették a víztornyot. 1989-ben aszfaltozott út épült a krkai monostorhoz és még ebben az évben megnyílt az iskola új épülete. 1991-ben már csaknem teljes lakossága szerb nemzetiségű volt. Lakói még ez évben csatlakoztak a Krajinai Szerb Köztársasághoz. A horvát hadsereg 1995 augusztusában a Vihar hadművelet során foglalta vissza a települést, melynek nagy része elpusztult. Szerb lakói elmenekültek. A településnek 2011-ben 1909 lakosa volt.

## Lakosság
| Lakosság változása | Lakosság változása | Lakosság változása | Lakosság változása | Lakosság változása | Lakosság változása | Lakosság változása | Lakosság változása | Lakosság változása | Lakosság változása | Lakosság változása | Lakosság változása | Lakosság változása | Lakosság változása | Lakosság változása | Lakosság változása |
| ------------------ | ------------------ | ------------------ | ------------------ | ------------------ | ------------------ | ------------------ | ------------------ | ------------------ | ------------------ | ------------------ | ------------------ | ------------------ | ------------------ | ------------------ | ------------------ |
| 1857               | 1869               | 1880               | 1890               | 1900               | 1910               | 1921               | 1931               | 1948               | 1953               | 1961               | 1971               | 1981               | 1991               | 2001               | 2011               |
| 1.333              | 1.390              | 1.466              | 1.626              | 1.876              | 2.078              | 1.965              | 2.353              | 2.247              | 2.307              | 2.246              | 2.175              | 1.976              | 2.021              | 1.752              | 1.909              |

## Nevezetességei
- Szűz Mária bemutatása tiszteletére szentelt római katolikus temploma 1894-ben épült, 1895-ben szentelte fel Grgur Rajčević zárai érsek. A délszláv háború idején a szerbek kifosztották és lerombolták. 1995-ben építették újjá.
- Szent Miklós tiszteletére szentelt szerb pravoszláv temploma 1537-ben épült még katolikus templomként.
- Szent Cirill és Metód tiszteletére szentelt szerb pravoszláv temploma 1891-ben épült.
- 2000-ben egy új Szent Miklós katolikus templom építése kezdődött meg és 2003. szeptember 14-én szentelte fel Marijan Oblak zárai érsek.
- Krkai pravoszláv monostort[5] még katolikus kolostorként a 14. században alapították Kistanjétól három és fél kilométerre keletre e Krka völgyében egy széles partsávon. A krupai és a dragovići mellett az ország harmadik legjelentősebb pravoszláv kolostora. A nini püspökség fennhatósága alá tartozott. A török időkben többször is felégették és lerombolták, de mindig újjáépítették. A 17. században szerzetesei Zárába menekültek, ahol 1655-ben X. Ince pápa két, korábban a ferences harmadrendhez tartozó templomot adományozott nekik. Helyükre még a 17. században pravoszláv szerzetesek érkeztek, akik azóta is itt laknak. Az épületegyüttes a Mihály arkangyal tiszteletére szentelt templomból, a harangtoronyból, a szerzetesi étkezőből és cellákból, a Szent Száva kápolnából és az újjáépített szeminárium épületéből áll.
- Trošenj várának romjai.[6]